# Parc national de Syöte
Le parc national de Syöte (Syötteen kansallispuisto en finnois) est un parc national du nord-est de la Finlande dans les provinces d'Oulu et de Laponie. D'une superficie de 299 km², il est constitué de forêts anciennes, typiques du Koillismaa, dont une partie se trouve en altitude (environ 400 m). Un quart de la surface du parc est occupé par des marécages de différents types.

## Aménagement
Le parc est divisé en 4 unités séparées, partagé entre les municipalités de Posio, Taivalkoski et Pudasjärvi.
La plupart des aménagements, notamment la construction d'un centre d'accueil des visiteurs, le marquage des 122 km de sentiers de randonnées principaux et des 3 boucles de découverte, ont été réalisés après l'ouverture du parc en 2000.